# 分布守恒
分布守恒是指一个物体产生的影响在物体影响产生的“面”上与该面影响的强度乘积为定值，即∑（定距离影响效应×影响面面积）= 定值

## 应用
同一电荷的不同等势面上的电场强度与面积乘积相等即∑Si*xi相等，同一带电体产生的等势面也符合该方程式，分布守恒适用于电流场强的分布，带静电体的分布，以及爆破威力的估计等也符合该式。